# ایرینا یگرووا
ایرینا یگرووا (روسی: Ирина Николаевна Егорова؛ زادهٔ ۸ april ۱۹۴۰ (۸۴ سال)) از برندگان مدال‌های بازی‌های المپیک زمستانی اسکیت‌باز سرعت اهل اتحاد جماهیر شوروی سوسیالیستی است.